# 清泉洞
清泉洞，位于中国广东省揭阳市普宁市里湖镇宅营村，为普宁市市级文物保护单位，类型为古建筑，公布时间为1961年。
清泉洞的历史年代为清代。